# 班克西亞站
班克西亞站（英語：Banksia Station）是雪梨城市鐵路的東郊及伊拉瓦拉線的一個沿線車站，它服務悉尼的的一個往宅區—班克西亞。它有一個島式月台，並需由車站北面的隧道往返月台至地面，大堂亦位於隧道中。

## 歷史
這個車站並沒有隨著伊拉瓦拉線伸延到好市圍站而出現，而是在當地居民極力爭取下才出現。車站終在1906年10月21日開幕。

## 月台服務
大部份時間每小時會在2班列車，星期一至五的繁忙時間會加設班次。
1號月台
- 東郊及伊拉瓦拉線 — 往邦迪聯運。

2號月台
- 東郊及伊拉瓦拉線 — 往瀑布。

3號月台
- 東郊及伊拉瓦拉線 — 往邦迪聯運。

4號月台
- 東郊及伊拉瓦拉線 — 往瀑布。

## 交通接駁
悉尼巴士
- 400 － 寶活Westfield商場至邦迪聯運站（跳站服務）
- 410 － 洛地站至邦迪聯運站（平日繁忙及跳站服務）

## 傷殘人士設施
該站以行人隧道通往街外，但不設升降機等傷殘人士設施。車站在開放時間會在職員當值。

## 外部連結
| 往都會區 | 往都會區 | 路線             | 往外城 | 往外城 |
| 阿克利夫 | ←        | 東郊及伊拉瓦拉線 | →      | 樂調   |